# Прекрасните Фрийбърдс
Прекрасните Фрийбърдс е кеч отбор, който се появи през 80-те, биейки се до 90-те. Отбора често включваше три кечиста, в различни ситуации и места в историята, но само двама се биха под името Фрийбърдс.

## Правилата на Фрийбърдс
По време на кариерата на Фрийбърдс в NWA, те спечелиха отборните титли. Докато бяха шампиони, началниците добавиха условие към отбора – „Правилата на Фрийбърдс“ – което позволява на всеки двама от тримата от отбора да защитават титлите, когато и да е било.

## Шампионски титли и отличия
- Georgia Championship Wrestling
  - Национални отборни шампиони на NWA (3 пъти) – Хейс и Горди[2]
  - Отборни шампиони на Джорджия на NWA (1 път) – Хейс и Горди[3]
- Global Wrestling Federation
  - Отборни шампиони на GWF (1 път) – Горди и Гарвин
- NWA Mid-America
  - Средно-американски отборни шампиони на NWA (2 пъти) – Хейс и Горди
- Залата на славата на кеча
  - Клас 2015 – Робъртс, Горди и Хейс[4]
- Pro Wrestling Illustrated
  - Отбор на годината за PWI през 1981 за Майкъл Хейс и Тери Горди.[5]
  - PWI класира Майкъл Хейс и Тери Горди като #3 за 100-те най-добри отбори на PWI Years през 2003.[6]
- Universal Wrestling Federation (Bill Watts) | Mid-South Wrestling
  - Средно-южняшки отборни шампиони на UWF (2 пъти) – Хейс и Горди (1), Горди и Робъртс (1)
  - Шампион в тежка категория на UWF (1 път) – Горди
  - Телевизионен шампион на UWF (1 път) – Робъртс
- World Championship Wrestling
  - Шампион в тежка категория на Съединените щати на NWA (1 път) – Хейс
  - Отборни шампиони на Съединените щати на WCW (2 пъти) – Хейс и Гарвин
  - Световни отборни шампиони с шестима на WCW (1 път) – Хейс, Гервин и Бедстрийд
  - Средно-атлантически отборни шампиони на NWA / Световни отборни шампиони на WCW (2 пъти) – Хейс и Гарвин
- World Class Championship Wrestling
  - Американски шампион в тежка категория на NWA (1 път) – Горди
  - Американски отборни шампиони на NWA (1 път) – Хейс и Горди
  - Отборни шампиони с шестима на WCCW (6 пъти) – Хейс, Горди и Робърдс (5 пъти) и Горди, Рогъртс и Айсмен Парсънс (1 път)
  - Телевизионен шампион на WCCW (1 път) – Робъртс
  - Шампион с кокалчета на NWA (Тексас версия) (1 път) – Горди
  - Тексаски шампион в тежка категория на WCWA (1 път) – Парсънс
- Wrestling Observer Newsletter
  - Отбор на годината за 1980 – Горди и Робъртс
  - Вражда на годината за 1983 – Фрийбърдс срещу Вон Ерикс
  - Вражда на годината за 1984 – Фрийбърдс срещу Вон Ерикс
  - Мач на годината за 1984 – Фрийбърдс срещу Вон Ерикс (Кери, Кевин и Майк), Мач всичко е позволено, 4 юли, Форт Уърт, Тексас
  - Залата на славата (Клас 2005 – Хейс, Горди и Робъртс)
- WWE
  - Залата на славата (Клас 2016 – Хейс, Робъртс, Горди и Гарвин)